# Hradce
Hradce je obec v okrese České Budějovice, kraj Jihočeský, zhruba 10 km zjz. od Českých Budějovic. Žije zde 112 obyvatel.
Vesnička s rozptýlenou zástavbou se nachází v lesích na úpatí CHKO Blanský les; jihozápadně od ní se tyčí horský masiv Kluk (741 m n. m.)
Při cestě do obce stojí malá výklenková kaplička. Obec má svou vlakovou zastávku.

## Historie
První písemná zmínka o vsi pochází z roku 1375, kdy se v Hradcích (in Hradcziich) uvádějí tři lány lesa a dva rybníky. Po zrušení poddanského vztahu k panství Český Krumlov tvořily Hradce od roku 1850 do 11. června 1960 součást obce Vrábče, poté byly přeřazeny pod obec Homole. Samostatnou obcí se Hradce staly ke dni 24. listopadu 1990.

## Galerie

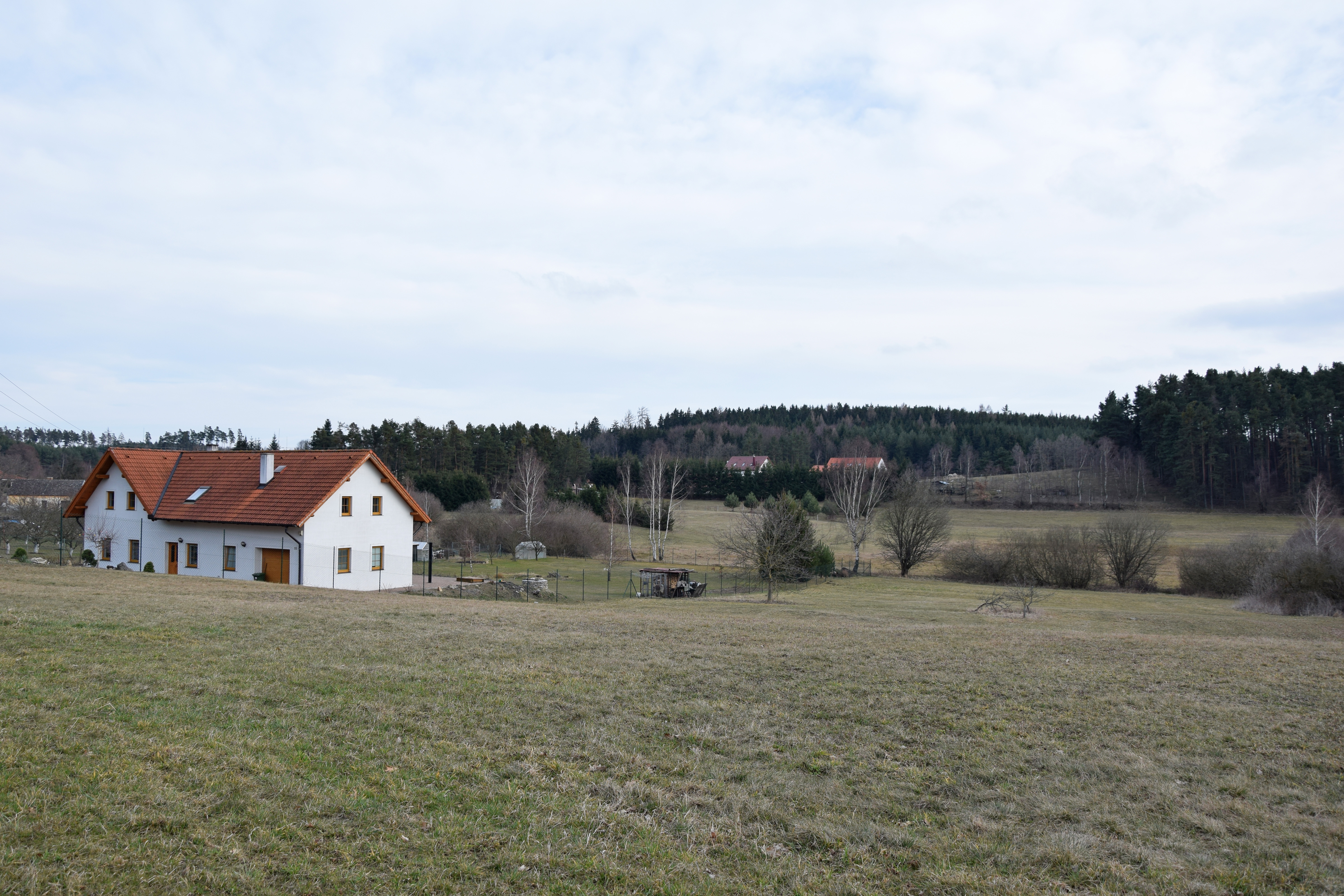
Stavení v Hradcích
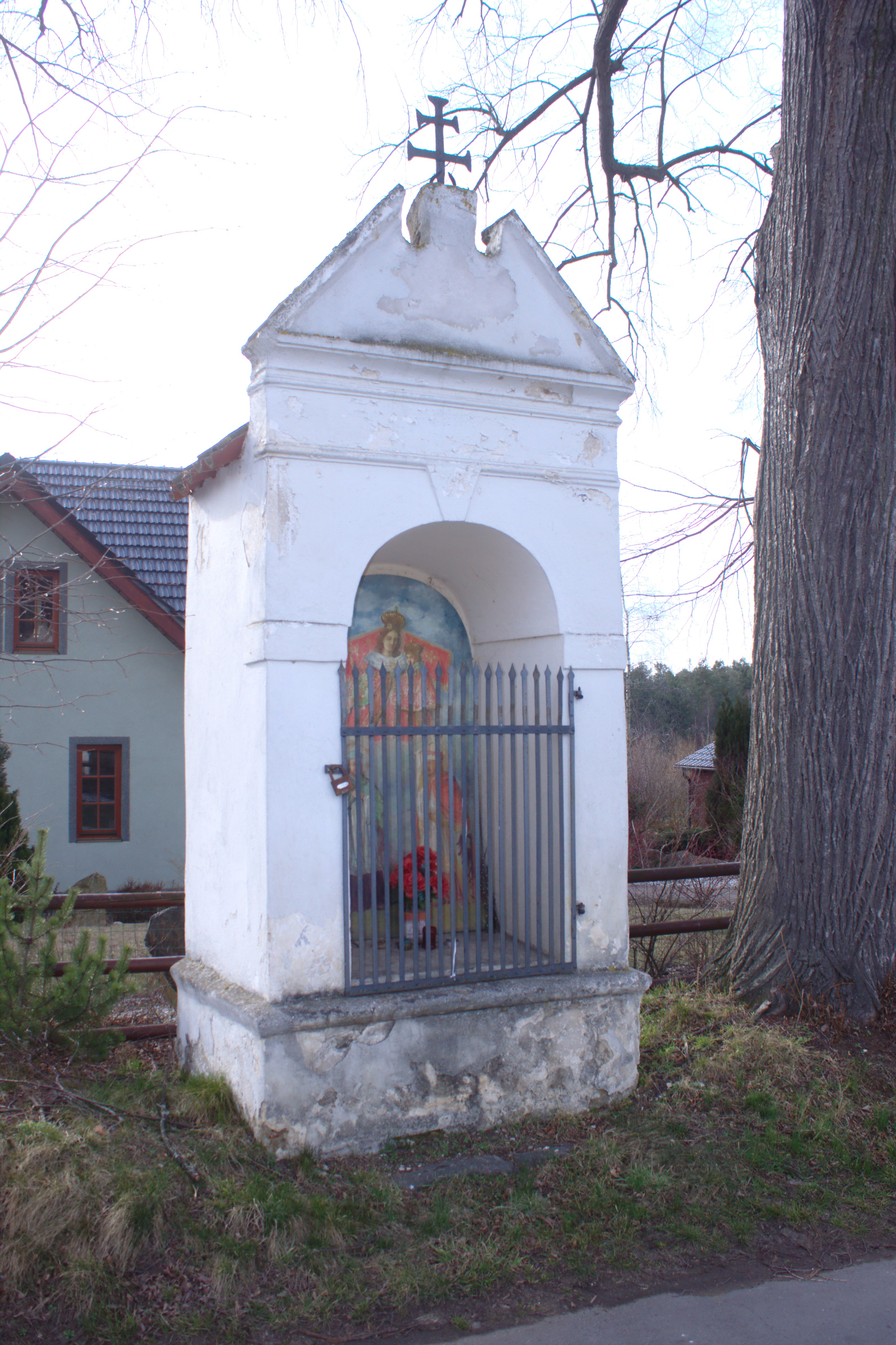
Kaplička
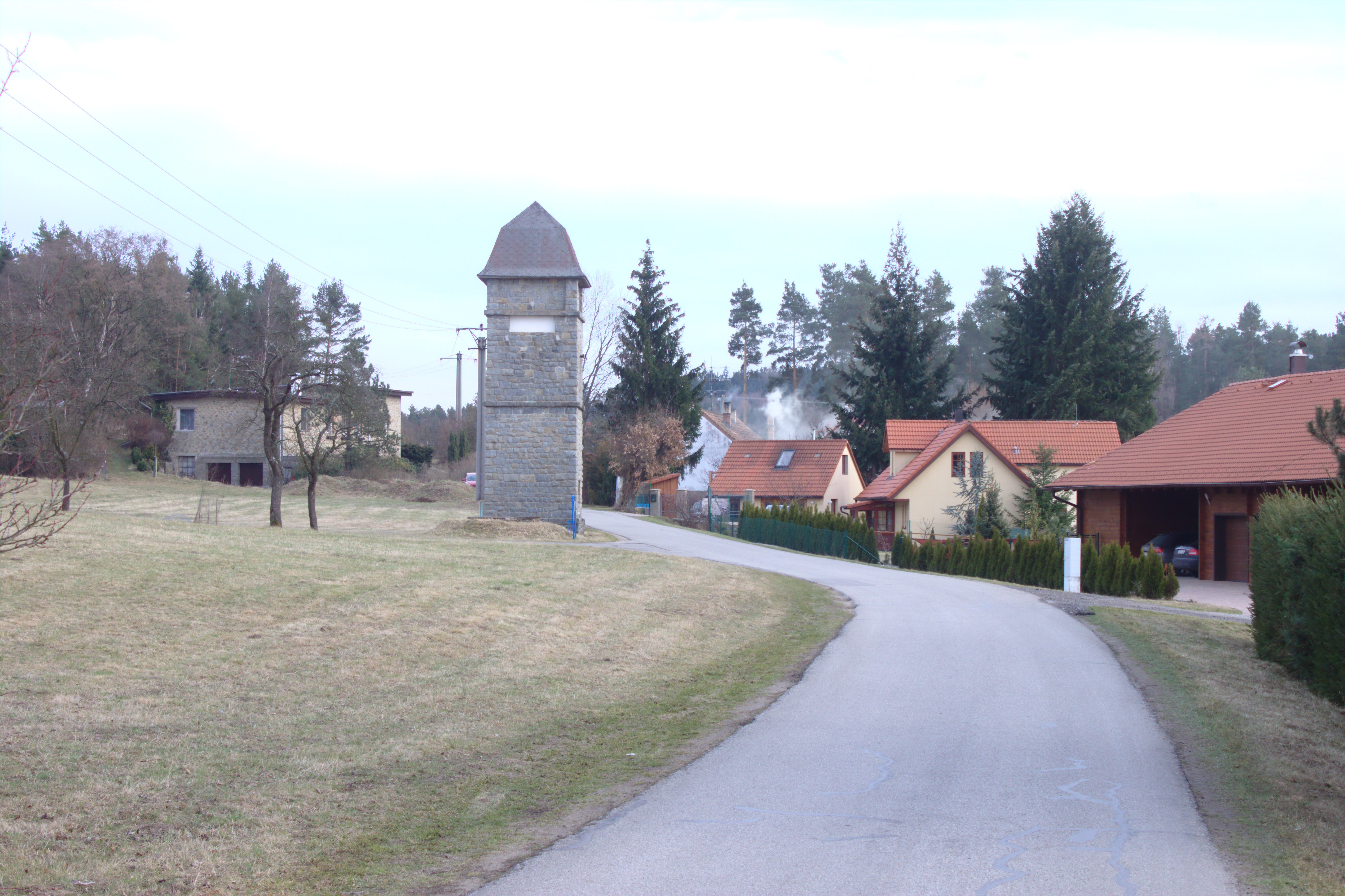
Hlavní silnice
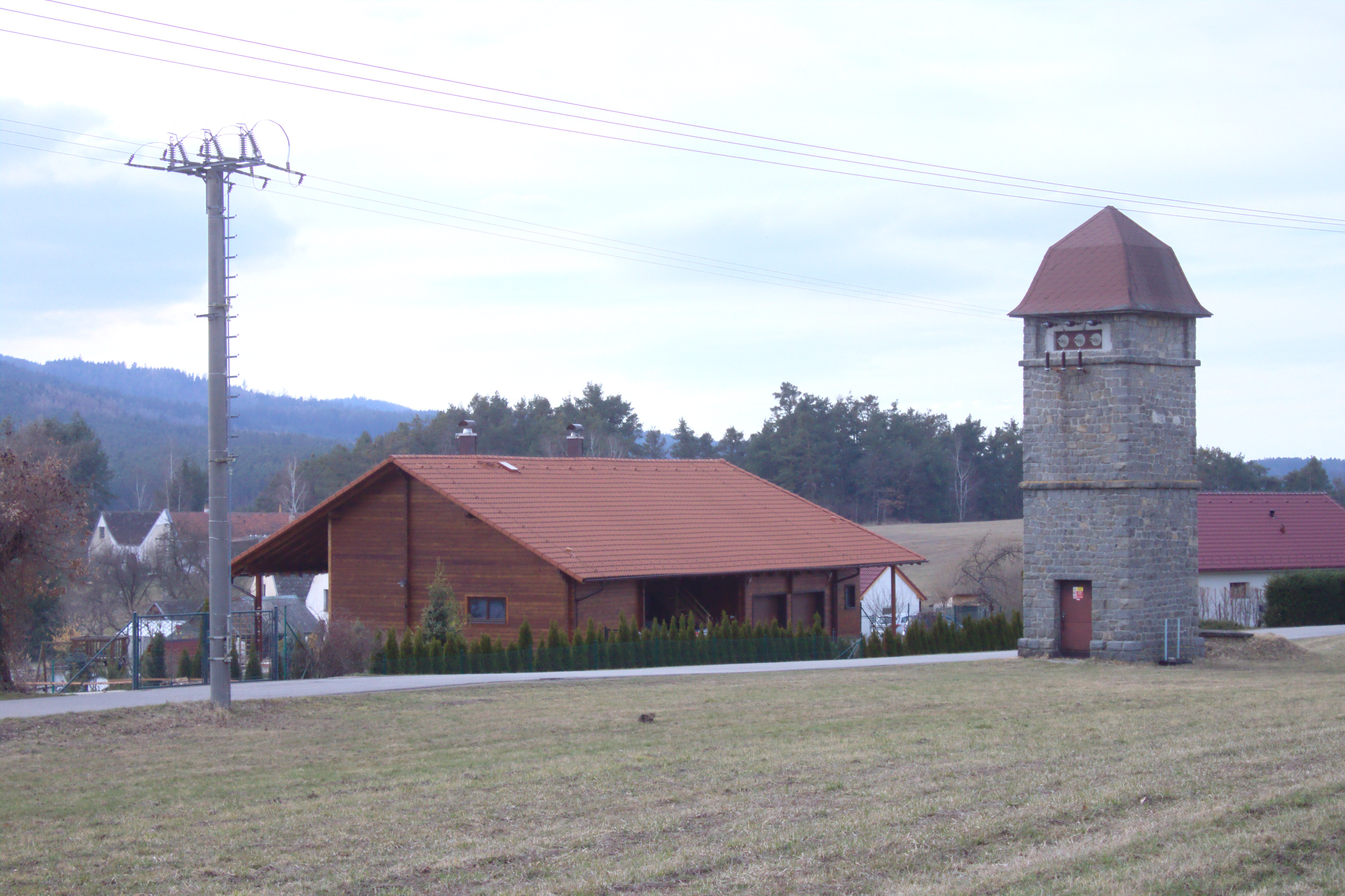
Domy